# Dieter Jepsen-Föge
Dieter Jepsen-Föge (* 2. März 1944 in Flensburg) ist ein deutscher Journalist. Er war mehrere Jahre Chefredakteur beim Deutschlandradio.

## Leben
Jepsen-Föge legte 1965 am Nordseegymnasium Sankt Peter die Abiturprüfung ab. Anschließend war er von April 1965 bis September 1966 zunächst Volontär, dann bis September 1967 Redakteur beim Kölner Stadt-Anzeiger. Danach nahm er das Studium der Politischen Wissenschaft auf, das ihn an das Otto-Suhr-Institut der Freien Universität Berlin und an die Duke University in den Vereinigten Staaten führte und das er zum Sommersemester 1971 als Diplom-Politologe abschloss.
Jepsen-Vöge ist seit 1969 verheiratet. Mit seiner Frau hat er drei Kinder.

## Journalistisches Wirken
Seine journalistische Laufbahn im Funk begann er im Dezember 1971 als Redakteur der Tagesschau. Zum Oktober 1973 wechselte er zur Deutschen Welle, wo er zunächst stellvertretender Leiter des politischen Magazins Funkjournal wurde und dann die gleiche Funktion für das Ressort Politik übernahm. Von 1978 bis 1983 war Korrespondent des Senders in dessen Bonner Studio. Anschließend übernahm er zunächst die Leitung des Funkjournals und dann bis November 1989 die Leitung des Ressorts Politik/Wirtschaft.
Zum Dezember 1989 wechselte er erstmals zum Deutschlandfunk. Dort übernahm er bis Juni 1991 die Leitung des Bereichs Aktuelles und war stellvertretender Chefredakteur des Senders. Im Juli 1991 wechselte er zur Tagespresse; er wurde stellvertretender Chefredakteur und dann zusammen mit einem weiteren Kollegen Chefredakteur der Mitteldeutschen Zeitung in Halle an der Saale. Im September 1993 kehrte er zum Kölner Stadt-Anzeiger zurück und war dort bis Januar 1997 als Chefredakteur tätig.
Zum Februar 1997 wechselte er zum neu gegliederten DeutschlandRadio Berlin, wo er zunächst Leiter der Abteilung Nachrichten und Aktuelles und stellvertretender Chefredakteur, dann ab Juni 1998 nach Willi Steul Chefredakteur des Deutschlandradios Kultur wurde. Im März 2006 trat er die Nachfolge von Rainer Burchardt als Chefredakteur des Deutschlandfunks an, beim Deutschlandradio Kultur wurde Peter Lange zum 1. Januar 2007 sein Nachfolger. Im Juni 2008 trat Jepsen-Föge in den Ruhestand und sein Nachfolger als Chefredakteur des Deutschlandfunks wurde Stephan Detjen.